# Kóstas Hadzichrístos
Kóstas Hadzichrístos (grec moderne : Κώστας Χατζηχρήστος ; né en 1921 à Thessalonique et mort le 3 octobre 2001) est un acteur, réalisateur, metteur en scène et producteur grec.

## Biographie
Kóstas Hadzichrístos alla à l'école militaire sur Syros mais la quitta pour faire ses études à Kavala. Il monta sur les planches en 1945, d'abord dans des opérettes. Il créa ensuite sa propre troupe qu'il dirigea jusqu'en 1983. Après une dizaine d'années d'absence, il tenta un retour sur les planches, mais cette entreprise ne réussit pas et il se ruina : il décéda dans la misère.
Il fit ses débuts au cinéma en 1952. Il joua principalement des rôles comiques. Il réalisa huit films et en produisit de nombreux autres.

## Filmographie

### Acteur

#### Cinéma
- 1939 : Nyhta horis ximeroma
- 1952 : O pyrgos ton ippoton : Streetseller
- 1954 : Nyhtes tis Athinas : Kostas
- 1954 : Oi treis drapetai tou frenokomeiou : Giorgos
- 1955 : Golfo : Dimos
- 1955 : O agapitikos tis voskopoulas : Gerlas
- 1955 : Piasame tin kali : Thymios Touloumotyris
- 1955 : Ta tria mora : Filippas
- 1956 : Dollaria kai oneira
- 1956 : Kynigontas ton erota : Thymios
- 1956 : Oi trakadoroi tis Athinas : Agamemnon
- 1956 : Poios tha plirosi to marmaro : Thymios
- 1956 : Ta kothonia tou Syntagmatos : Thymios o Roumeliotis
- 1957 : Ehei theio to koritsi : Polyzois
- 1957 : Jeep, periptero ki agapi : Yorgaras
- 1957 : Manoula, thelo na ziseis
- 1957 : Maria Pentagiotissa : Thymios
- 1957 : Oi treis detectives
- 1957 : Ta tria paidia Voliotika
- 1957 : Tsarouhi... pistoli... papigion... : Alexandros Kortakias
- 1958 : Gerakina
- 1958 : O komis... Hatzihristos
- 1959 : Diakopes stin Kolopetinitsa : Efthymios Tamzourlas
- 1959 : Drakoulas & Sia : Thanasis Karatribouras
- 1959 : Erotas... me doseis : Fondas
- 1959 : Krystallo
- 1959 : Laos kai Kolonaki : Kostas
- 1959 : Na zisoun ta ftohopaida : Tonis
- 1959 : O Thymios takane thalassa : Thymios Boukouras
- 1959 : Sarakatsanissa
- 1959 : The Policeman of the 16th Precinct : Ilias
- 1960 : Makrykostaioi kai Kondogiorgides : Thomas Makrykostas
- 1960 : O thymios tahei 400 : Thymios Taboulas / Kostas Hatzis
- 1960 : Ta dervisopaida : Thodoros
- 1961 : Kapetanios gia... klamata : Simos Papafigos
- 1961 : Lisa, Tosca of Athens : Iordanis
- 1961 : O skliros andras : Iraklis Leontopoulos
- 1961 : To exypno pouli : Loukas Manis
- 1961 : To paidi tis piatsas : Mimis
- 1962 : O Mihalios tou 14ou Syntagmatos : Mihalios Karamihalis
- 1962 : O dimos apo ta Trikala : Paraskevas
- 1962 : O taxitzis : Thanasis Perimenis
- 1962 : Pezodromio
- 1963 : Kazanovas : Giorgos Hatzigeorgalas
- 1963 : O Thymios sti hora tou strip-tease : Thymios
- 1963 : O anipsios mou, o Manolis : Manolis Maramenos
- 1963 : O kos pterarhos : Kanellos
- 1963 : O tavromahos prohorei!.. : Mihalis
- 1963 : Tis kakomoiras : Zikos
- 1964 : Enas zorikos dekaneas : Corp. Thanasis Prasinadas
- 1964 : I soferina : Policeman
- 1964 : O paras kai o foukaras : Kosmas Peristeris
- 1964 : O thalassolykos! : Pantelis Kazouras
- 1964 : Oi klironomoi : Panagiotis Tsokos
- 1965 : Ohi, ...kyrie Johnson
- 1965 : Praktores 005 enantion Hrysopodarou : Kosmas Bouralas
- 1966 : Ena karavi Papadopouloi : Thymios
- 1966 : Fos... nero... tilefono, oikopeda me doseis : Manolis
- 1966 : O Meletis stin Ameso Drasi : Meletis
- 1966 : O tetraperatos : Dimos Pournaris
- 1967 : Siko, horepse syrtaki : Thymios
- 1968 : O tyherakias : Thymios
- 1969 : Kakos, psyhros ki anapodos : Thymios / Kostas Papahatzis
- 1969 : O anthropos pou gyrise apo ta piata! : Laki Petris
- 1970 : Ena bouzouki alloiotiko apo t' alla : Kostas Karavedouras
- 1970 : Enas hippys me tsarouhia
- 1970 : O apithanos : Makis Harisis
- 1971 : Thymios enantion Tsitsou : Thymios / Tsitsios
- 1971 : Ti kanei o anthropos gia na zisi : Leandros
- 1972 : I Aliki diktator : Director of Newspaper (non crédité)
- 1979 : Gynaikes sta opla
- 1981 : Agries kotes : Thymios
- 2002 : Alexandros kai Aishe

### Réalisateur

#### Cinéma
- 1956 : Poios tha plirosi to marmaro
- 1961 : Kapetanios gia... klamata
- 1961 : To paidi tis piatsas
- 1962 : O Mihalios tou 14ou Syntagmatos
- 1962 : O taxitzis
- 1963 : O Thymios sti hora tou strip-tease
- 1964 : O thalassolykos!
- 1970 : Ena bouzouki alloiotiko apo t' alla

### Producteur

#### Cinéma
- 1956 : Poios tha plirosi to marmaro
- 1957 : Tsarouhi... pistoli... papigion...
- 1960 : O thymios tahei 400
- 1963 : O Thymios sti hora tou strip-tease
- 1963 : Tis kakomoiras

### Scénariste

#### Cinéma
- 1955 : Piasame tin kali
- 1956 : Oi trakadoroi tis Athinas
- 1956 : Poios tha plirosi to marmaro
- 1957 : Tsarouhi... pistoli... papigion...
- 1963 : O Thymios sti hora tou strip-tease